# Choriceras tricorne
Choriceras tricorne là một loài thực vật có hoa trong họ Picrodendraceae. Loài này được (Benth.) Airy Shaw mô tả khoa học đầu tiên năm 1960.